# Morti nel 2010/Luglio
| Questa pagina contiene informazioni ricavate automaticamente dalle voci biografiche con l'ausilio del template Bio e di un bot. L'aggiornamento è periodico e automatico e ricostruisce completamente la pagina. Se manca una persona in questa lista, sei pregato di non aggiungerla, ma accertati piuttosto che la sua voce biografica contenga il template Bio e che i dati anagrafici siano correttamente compilati. Se il template Bio manca, inseriscilo tu stesso o, in alternativa, metti l'avviso {{tmp\|Bio}} che ne segnala la mancanza. Se i dati riportati sono sbagliati, correggi direttamente la voce biografica; le modifiche saranno visibili in questa lista entro pochi giorni. Per chiarimenti vedi il progetto biografie. La lista contiene solo le 146 persone che sono citate nell'enciclopedia e per le quali è stato implementato correttamente il template Bio. Pagina aggiornata al 2 giu 2025. |

- 1º luglio - Don Coryell, allenatore di football americano statunitense (n. 1924)
- 1º luglio - Marco Crestani, compositore e direttore di coro italiano (n. 1926)
- 1º luglio - Geoffrey Hutchings, attore inglese (n. 1939)
- 1º luglio - Gabriele Mandel, islamista e psicoanalista italiano (n. 1924)
- 1º luglio - Enrique Sánchez-Monge y Parellada, agronomo spagnolo (n. 1921)
- 1º luglio - Tony Corinda, illusionista britannico (n. 1930)
- 1º luglio - Egidio Sterpa, giornalista e politico italiano (n. 1926)
- 1º luglio - Ilene Woods, doppiatrice e cantante statunitense (n. 1929)
- 2 luglio - Beryl Bainbridge, scrittrice britannica (n. 1932)
- 2 luglio - Mahfud Ali Beiba, politico sahrāwī (n. 1953)
- 2 luglio - Vittorio Camardese, chitarrista e medico italiano (n. 1929)
- 2 luglio - Frank Colacurcio, mafioso statunitense (n. 1917)
- 2 luglio - Víctor de la Fuente, fumettista spagnolo (n. 1927)
- 2 luglio - Carl Adam Petri, matematico e informatico tedesco (n. 1926)
- 2 luglio - Laurent Terzieff, attore e regista francese (n. 1935)
- 3 luglio - Herbert Erhardt, allenatore di calcio e calciatore tedesco (n. 1930)
- 3 luglio - Gepy & Gepy, cantante, compositore e produttore discografico italiano (n. 1943)
- 3 luglio - Sérgio Klein, scrittore e poeta brasiliano (n. 1963)
- 3 luglio - Mohammed Daoud Oudeh, terrorista palestinese (n. 1937)
- 3 luglio - Giorgio Piazza, attore, doppiatore e direttore del doppiaggio italiano (n. 1925)
- 4 luglio - Carlo Aymonino, architetto italiano (n. 1926)
- 4 luglio - Robert Neil Butler, medico e psichiatra statunitense (n. 1927)
- 4 luglio - Muhammad Husayn Fadlallah, religioso libanese (n. 1935)
- 4 luglio - Mario Pastorino, ceramista e scultore italiano (n. 1929)
- 4 luglio - Yan Gong, regista, sceneggiatore e drammaturgo cinese (n. 1914)
- 5 luglio - Nasr Hamid Abu Zayd, teologo egiziano (n. 1943)
- 5 luglio - Myron J. Gordon, economista statunitense (n. 1920)
- 5 luglio - Juanita Kreps, politica e economista statunitense (n. 1921)
- 5 luglio - Marcos Locatelli, allenatore di calcio e calciatore argentino (n. 1939)
- 5 luglio - Cesare Siepi, basso italiano (n. 1923)
- 6 luglio - Mario Alessandro Cattaneo, filosofo italiano (n. 1934)
- 6 luglio - Raffaele Chianese, aviatore italiano (n. 1910)
- 6 luglio - Augusto Grasso, compositore italiano (n. 1923)
- 7 luglio - Emilio Q. Daddario, politico statunitense (n. 1918)
- 7 luglio - Frank Dochnal, pilota automobilistico statunitense (n. 1920)
- 7 luglio - Giovanni Ravasio, partigiano italiano (n. 1921)
- 8 luglio - Gianni Bertini, artista italiano (n. 1922)
- 8 luglio - David Blackwell, statistico statunitense (n. 1919)
- 8 luglio - Wilfrido Castro, cestista paraguaiano (n. 1942)
- 8 luglio - Donald Hawgood, canoista canadese (n. 1917)
- 8 luglio - Lelio Luttazzi, pianista, attore e cantante italiano (n. 1923)
- 8 luglio - Mel Turpin, cestista statunitense (n. 1960)
- 9 luglio - Jessica Anderson, scrittrice australiana (n. 1916)
- 9 luglio - Basil Davidson, storico e africanista britannico (n. 1914)
- 9 luglio - Giulio Giunta, pentatleta italiano (n. 1935)
- 9 luglio - Jansen José Moreira, calciatore brasiliano (n. 1927)
- 9 luglio - Vonetta McGee, attrice statunitense (n. 1945)
- 9 luglio - Milt Morin, giocatore di football americano statunitense (n. 1942)
- 10 luglio - Aldo Sambrell, attore e regista spagnolo (n. 1931)
- 10 luglio - Silvano Trevisani, calciatore italiano (n. 1919)
- 11 luglio - Alberto Boccanegra, filosofo e teologo italiano (n. 1920)
- 11 luglio - Gisella Passarelli, giornalista, poetessa e scrittrice italiana (n. 1913)
- 11 luglio - Rudolf Strittich, allenatore di calcio e calciatore austriaco (n. 1922)
- 12 luglio - Günter Behnisch, architetto tedesco (n. 1922)
- 12 luglio - James P. Hogan, autore di fantascienza britannico (n. 1941)
- 12 luglio - André Louf, religioso, teologo e biblista belga (n. 1929)
- 12 luglio - Harvey Pekar, fumettista statunitense (n. 1939)
- 12 luglio - Luigi Scattini, regista e sceneggiatore italiano (n. 1927)
- 13 luglio - Giulio Chiesa, astista italiano (n. 1928)
- 13 luglio - Giuseppe De Carli, giornalista e saggista italiano (n. 1952)
- 13 luglio - Nino Defilippis, ciclista su strada e pistard italiano (n. 1932)
- 13 luglio - Alan Hume, direttore della fotografia britannico (n. 1924)
- 13 luglio - Pentti Linnosvuo, tiratore a segno finlandese (n. 1933)
- 13 luglio - Andrej Lobusov, compositore di scacchi russo (n. 1951)
- 13 luglio - Emilio Melón, calciatore argentino (n. 1936)
- 13 luglio - Abdel Kader Rabieh, cestista egiziano (n. 1958)
- 13 luglio - Roberto Tesouro, calciatore argentino (n. 1929)
- 13 luglio - Gita Vygodskaja, psicologa e pedagogista sovietica (n. 1925)
- 14 luglio - Charles Mackerras, direttore d'orchestra e compositore australiano (n. 1925)
- 14 luglio - Mădălina Manole, cantante e compositrice rumena (n. 1967)
- 15 luglio - Hank Cochran, cantante statunitense (n. 1935)
- 15 luglio - Kip King, attore e doppiatore statunitense (n. 1937)
- 16 luglio - Aleksandr Bološev, cestista e allenatore di pallacanestro sovietico (n. 1947)
- 16 luglio - Mino Damato, giornalista, conduttore televisivo e autore televisivo italiano (n. 1937)
- 16 luglio - James Gammon, attore statunitense (n. 1940)
- 16 luglio - Haroldo, calciatore brasiliano (n. 1931)
- 17 luglio - Bernard Giraudeau, attore e regista francese (n. 1947)
- 17 luglio - Yusuke Oeda, goista giapponese (n. 1935)
- 17 luglio - Rudi Theissen, ciclista su strada e pistard tedesco (n. 1926)
- 18 luglio - José Curti, calciatore e allenatore di calcio argentino (n. 1925)
- 18 luglio - Renato De Carmine, attore italiano (n. 1923)
- 18 luglio - Luciano Scroccaro, calciatore italiano (n. 1929)
- 18 luglio - Giovanni Veglianetti, calciatore e allenatore di calcio italiano (n. 1932)
- 18 luglio - Willem Vlijm, poliziotto olandese (n. 1918)
- 19 luglio - Cécile Aubry, attrice e sceneggiatrice francese (n. 1928)
- 19 luglio - Paul Guiberteau, presbitero francese (n. 1924)
- 19 luglio - Antoinette Meyer, sciatrice alpina svizzera (n. 1920)
- 19 luglio - David Warren, chimico e inventore australiano (n. 1925)
- 19 luglio - Lorenzen Wright, cestista statunitense (n. 1975)
- 20 luglio - Benedikt Sigurðsson Gröndal, politico islandese (n. 1924)
- 20 luglio - Thomas Molnar, filosofo, storico e politologo statunitense (n. 1921)
- 20 luglio - Antonio Parlato, politico e avvocato italiano (n. 1939)
- 20 luglio - Giovanni Prevosti, allenatore di calcio e calciatore italiano (n. 1922)
- 21 luglio - Luis Corvalán, politico, giornalista e docente cileno (n. 1916)
- 21 luglio - Giorgio Pes, designer italiano (n. 1931)
- 21 luglio - Heinrich Schmieder, attore tedesco (n. 1970)
- 22 luglio - Vittorio Amandola, attore, doppiatore e dialoghista italiano (n. 1952)
- 22 luglio - Dennis Byrd, giocatore di football americano statunitense (n. 1946)
- 22 luglio - Mario Tribuzio, calciatore italiano (n. 1939)
- 22 luglio - Jørgen Ulrich, tennista danese (n. 1935)
- 23 luglio - Gianfranco Corsini, giornalista italiano (n. 1921)
- 23 luglio - Stephen Gilbert, scrittore irlandese (n. 1912)
- 23 luglio - Jan Halldoff, regista e sceneggiatore svedese (n. 1939)
- 24 luglio - Theo Albrecht, imprenditore tedesco (n. 1922)
- 24 luglio - John Callahan, fumettista statunitense (n. 1951)
- 24 luglio - Luigi De Marchi, psicologo e saggista italiano (n. 1927)
- 24 luglio - Raoul Grassilli, attore italiano (n. 1924)
- 24 luglio - Alex Higgins, giocatore di snooker britannico (n. 1949)
- 24 luglio - Mia Oremović, attrice croata (n. 1918)
- 24 luglio - Paolo Spalla, scultore e orafo italiano (n. 1935)
- 24 luglio - Igor' Talankin, regista e sceneggiatore russo (n. 1927)
- 25 luglio - Vasco de Almeida e Costa, ammiraglio e politico portoghese (n. 1932)
- 25 luglio - Domenico Alvaro, mafioso italiano (n. 1924)
- 25 luglio - Serena Foglia, scrittrice, sociologa e psicologa italiana (n. 1925)
- 25 luglio - Adolfo L'Arco, religioso, teologo e filosofo italiano (n. 1916)
- 25 luglio - José Segú, ciclista su strada spagnolo (n. 1935)
- 26 luglio - Guido Ballo, critico d'arte e direttore artistico italiano (n. 1914)
- 26 luglio - Gian Luigi Falabrino, pubblicitario, giornalista e scrittore italiano (n. 1930)
- 26 luglio - Ben Keith, musicista e produttore discografico statunitense (n. 1937)
- 27 luglio - Gary Bergen, cestista statunitense (n. 1932)
- 27 luglio - Maury Chaykin, attore canadese (n. 1949)
- 27 luglio - Karl Elsener, calciatore svizzero (n. 1934)
- 27 luglio - André Geerts, fumettista belga (n. 1955)
- 27 luglio - Attilio Mineo, compositore e arrangiatore statunitense (n. 1918)
- 27 luglio - Jack Tatum, giocatore di football americano statunitense (n. 1948)
- 28 luglio - Mario Bonura, cantautore italiano (n. 1948)
- 28 luglio - Pierdavide De Cillis, militare italiano (n. 1977)
- 28 luglio - Grete Digruber, sciatrice alpina austriaca (n. 1945)
- 28 luglio - Bob Fenimore, giocatore di football americano statunitense (n. 1925)
- 28 luglio - Mauro Gigli, militare italiano (n. 1969)
- 28 luglio - Hwang Jae-man, calciatore sudcoreano (n. 1953)
- 28 luglio - István Móna, pentatleta ungherese (n. 1940)
- 28 luglio - Daniel Pettit, calciatore inglese (n. 1915)
- 28 luglio - Peter Tantholdt, missionario, cestista e pallamanista danese (n. 1926)
- 29 luglio - Giancarlo Astrua, ciclista su strada italiano (n. 1927)
- 29 luglio - Ignacio Coronel Villarreal, criminale messicano (n. 1954)
- 29 luglio - Alex Wilson, calciatore scozzese (n. 1933)
- 30 luglio - Salvatore Cintola, politico italiano (n. 1941)
- 30 luglio - Stan Milburn, calciatore inglese (n. 1926)
- 30 luglio - Arturo Mario Zambrino, politico italiano (n. 1922)
- 31 luglio - James Neil Atkinson, bobbista statunitense (n. 1929)
- 31 luglio - Suso Cecchi D'Amico, sceneggiatrice italiana (n. 1914)
- 31 luglio - Pedro Dellacha, allenatore di calcio e calciatore argentino (n. 1926)
- 31 luglio - Tom Mankiewicz, sceneggiatore, regista e produttore cinematografico statunitense (n. 1942)
- 31 luglio - Alfredo Meli, giocatore di baseball e allenatore di baseball italiano (n. 1944)
- 31 luglio - Mitch Miller, compositore, cantante e direttore d'orchestra statunitense (n. 1911)